# Параньюш (Порту)
Параньюш (порт. Paranhos) — район (фрегезия) в Португалии, входит в округ Порту. Является составной частью муниципалитета Порту. Находится в составе крупной городской агломерации Большой Порту. По старому административному делению входил в провинцию Дору-Литорал. Входит в экономико-статистический субрегион Большой Порту, который входит в Северный регион. Население составляет 48 686 человек на 2001 год. Занимает площадь 6,67 км².